# Armand-Gaston Camus
Armand-Gaston Camus (París, 2 d'abril del 1740 – Montmorency, 2 de novembre del 1804), advocat i jurisconsult francès, un dels diputats dels Estats Generals de França que, el 20 de juny de 1789, van ser presents al Jurament del joc de pilota.
Camus va ser un advocat d'anomenada en el període anterior a la Revolució Francesa. En l'any 1789 fou elegit als Estats Generals en representació del Tercer estat de París, i es feu notar pels seus parlaments en contra de la desigualtat social. El 14 d'agost del mateix any va ser nomenat arxiver de la Comissió dels arxius de l'Assemblea Nacional, càrrec que retingué fins a la mort.
Fou elegit per representar l'Alt Loira en la Convenció Nacional del 1792. Rebé el nomenament com a membre del Comitè de Salvació Pública i, poc després, va ser enviat a l'Exèrcit del Nord com a comissionat de la convenció, amb la tasca de vigilar el general Charles François Dumouriez. Aquest el lliurà els austríacs el 3 d'abril del 1793; dos anys més tard, fou bescanviat per Maria Teresa de França, filla de Lluís XVI.